# Dynastia z plemienia Bit-Bazi
Dynastia z plemienia Bit-Bazi (w transliteracji z pisma klinowego zapisywane bala é-mBa-zi) – jedna z królewskich dynastii mezopotamskich, której władcy rządzić mieli Babilonią w latach 1004-985 p.n.e. Dynastia ta zgodnie z Babilońską listą królów A i Kroniką dynastyczną panować miała po II dynastii z Kraju Nadmorskiego, a przed dynastią elamicką. Tworzyć ją miało trzech władców, którzy w sumie rządzić mieli przez 20 lat i 3 miesiące. 
| Imiona władców                                                 | Długość panowania        | Współczesne datowanie                     |
| -------------------------------------------------------------- | ------------------------ | ----------------------------------------- |
| Eulmasz-szakin-szumi Ninurta-kudurri-usur I Szirikti-Szuqamuna | 17 lat 3 lata 3 miesiące | 1004-988 p.n.e. 987-985 p.n.e. 985 p.n.e. |

Panowanie władców z tej dynastii jest bardzo słabo udokumentowane i bardzo niewiele wiadomo o sytuacji w Babilonii w tym okresie.